# ماركوس إيبس
ماركوس إيبس (بالإنجليزية: Marcus Epps)‏ هو لاعب كرة قدم أمريكي، ولد في 16 يناير 1995 في جاكسون في الولايات المتحدة. لعب مع فيلادلفيا يونيون.

## وصلات خارجية
- ماركوس إيبس على موقع الدوري الأمريكي (الإنجليزية)
- ماركوس إيبس على موقع قاعدة بيانات كرة القدم.إي يو (الإنجليزية)
- ماركوس إيبس على موقع Soccerbase.com (لاعب) (الإنجليزية)
- ماركوس إيبس على موقع Soccerway.com (الإنجليزية)
- ماركوس إيبس على موقع عالم كرة القدم.نت (الإنجليزية)